# Delia leptinostylos
Delia leptinostylos este o specie de muște din genul Delia, familia Anthomyiidae. A fost descrisă pentru prima dată de Huckett în anul 1965. Conform Catalogue of Life specia Delia leptinostylos nu are subspecii cunoscute.